# Turrican II: The Final Fight
Turrican II: The Final Fight est un jeu vidéo d'action conçu par les développeurs allemands de Rainbow Arts et Factor 5, sorti en 1991 sur Amiga, Atari ST et Commodore 64. Des versions Amstrad CPC, ZX Spectrum et PC ont également vu le jour. Apprécié pour sa jouabilité et sa réalisation, Turrican II est considéré comme un classique du genre sur micro-ordinateurs.

## Développement
Après le succès de Turrican au printemps 1990, le développement d'un second épisode fut rapidement entrepris. Turrican II a occupé la même équipe de développeurs : Manfred Trenz, Andreas Escher de Rainbow Arts, et Holger Schmidt et Julian Eggebretch de Factor 5. Le but poursuivi par le développement était d'enrichir l'expérience de jeu du premier épisode tout en « collant » au concept original. Afin de maintenir l'intérêt et le rythme de jeu, l'intégration des pièges et des ennemis a subi une attention particulière. La réalisation a également bénéficié d'une avancée notable avec des visuels plus détaillés.

## Système de jeu
Le joueur dirige un soldat du futur à l'armement varié dans cinq mondes gigantesques découpés en deux ou trois niveaux. Le jeu est un mélange de plates-formes, de shoot them up et d'exploration.

### Le soldat et ses attributs
La jouabilité demeure considérée comme un point fort du jeu. Le personnage, très maniable, peut réaliser de longs sauts avec une grande précision. Son mode gyroscope — qui lui permet de se transformer en une forme circulaire à la taille réduite — est désormais utilisable à volonté. Comme Mario, le personnage peut désormais sauter sur certains ennemis pour s'en débarrasser.
Le personnage récupère la plupart des armes du premier épisode avec quelques nouveautés. L'armement de base comprend le tir « multiple », le tir « laser » (très puissant mais ciblé) et désormais le tir « bounce » (les balles éclatent en plusieurs morceaux et rebondissent sur le décor). Le « light beam », le rayon plasma directionnel, demeure son principal atout en permettant de viser précisément les ennemis. Chacune de ces armes dispose de trois à cinq niveau de perfectionnement. Les armes secondaires comprennent les « lignes d'énergie », les « mines » et la « smart bomb » (une super-bombe utilisable une seule fois par vie).

### Level design
Turrican II reprend la plupart des mécaniques de son prédécesseur avec quelques variantes. Les principales nouveautés concernent une plus grande variété des ennemis ou encore les effets d'inertie sur le personnage (courant d'air ou d'eau). L'intérêt du jeu repose beaucoup sur l'architecture fantaisiste des niveaux et leur taille, encore plus imposante que dans le premier épisode. Les lieux proposent de nombreux passages secrets, raccourcis et la grande affaire est de retrouver les vies supplémentaires, les briques renfermant les power-ups et les diamants disséminés dans les niveaux.
Le premier monde, situé dans un désert rocheux, rappelle le niveau introductif de Turrican, dont il reprend la démesure avec des séquences aériennes de plates-formes. Le deuxième monde est situé dans une caverne à minérai et présente un niveau de jeu aquatique. Aux commandes d'un vaisseau, le troisième monde comprend de trois niveaux de shoot them up : un à défilement horizontal, un autre à défilement multidirectionnel et une dernière, sorte de course d'obstacle. Le quatrième monde est un gigantesque labyrinthe souterrain avec des culs-de-sac, des murs en trompe-l'œil, des salles secrètes, etc. Le cinquième et dernier monde s'inspire ouvertement de l'esthétique de l'univers d'Alien avec des têtes de xénomorphes happeuses et des Face Hugger (litt. « aggripeur de visage »).

### Musiques
À l'instar du premier épisode, les musiques de Turrican II ont été composées par l'allemand Chris Hülsbeck. Il a numérisé des samples d'instruments de musique et le résultat est encore plus sophistiqué que dans le premier épisode[réf. nécessaire]. Certains morceaux ont été proposées dans des versions réarrangées dans l'album Turrican - The Original Soundtrack (1992). Un pot-pourri des musiques du jeu a également été joué à l'occasion du Concert Symphonique de Musique de Jeux Vidéo de la Games Convention de Leipzig en 2004.
La bande-son comprend 26 titres :
1. The Final Fight
2. Load Theme
3. The Desert Rocks
4. Hi Gi Joe!
5. Traps
6. Space Patrol
7. Warhead
8. Secret Dungeons
9. The Great Bath
10. Check the Gripper
11. Metal Stars
12. Rocknroll Balance
13. Concerto for Lasers and Enemies
14. Take a Look
15. Unidirectional Fight
16. Go for the Gunhed
17. Powerslide
18. Hypercycle Driver
19. The Wall
20. Dragonflight
21. Mr Walker and his Factory
22. The Final Challenge
23. Go for the Nuke!
24. Yeeaah Done It!
25. Freedom
26. The Hero

## Exploitation

### Accueil
L'attente des joueurs était importante, particulièrement en Allemagne, d'où les développeurs sont originaires. Selon Factor 5, la distribution de 900 démos du jeu en novembre 1990 durant le salon Amiga Expo à Cologne aurait provoqué une bousculade avec deux personnes blessées.
Pour le magazine français Tilt, « Turrican II est un programme passionnant qui exerce la même fascination que le premier épisode. […] La réalisation est toujours aussi magnifique, avec des superbes graphismes, une bande-son efficace et un scrolling différentiel irréprochable. Au premier abord, on ne peut s'empêcher d'être un peu déçu par la très forte ressemblance qui existe entre ce nouveau programme et le précédent. Mais le jeu est si prenant et la jouabilité tellement parfaite, que l'on se laisse tout de suite emporter par l'action et que l'on enchaîne partie sur partie, tant on a de cesse de découvrir la suite. »
- ACE 899/1000 • CU Amiga 94 % • C+VG 94 % • Génération 4 94 % • Tilt 16/20 • Zzap! 96 %

### Portages et remakes
Commercialisées en 1991, les versions Amstrad CPC et ZX Spectrum ont été développées par Enigma Variations. En 1992, le jeu a été édité sur Amiga CDTV et réédité en gamme budget sur Amiga 500. En 1995, Sun Project a développé un remake du jeu sous MS-DOS. Le jeu est fidèle à l'original mais les graphismes présentent un style plus cartoon et les bruitages ont été refaits.
Sur console, une adaptation officielle de Turrican II était prévue mais l'éditeur du jeu, Accolade, qui avait aussi acquis les droits d'adaptation du film Universal Soldier, a finalement décidé de remanier le jeu pour le sortir sous la licence du film.  Développé par The Code Monkeys, le jeu Universal Soldier est sorti en 1992 sur Mega Drive et Game Boy. Le résultat hybride, et plutôt déroutant, n'a généralement pas convaincu.
Turrican II a inspiré de nombreux projets de développement amateurs : portages, clones ou suites. Parmi les plus notables, il existe les freewares sous Windows T2002 de Pekaro Software (2003), qui propose un éditeur de niveau, T4 Funeral de Gert Lüdecke (2004) et Hurrican de Poke53280 (2007).

## Équipe de développement
- Conception : Manfred Trenz, Andreas Escher, Holger Schmidt, Julian Eggebrecht
- Graphisme : Andreas Escher, Manfred Trenz
- Producteur : Julian Eggebrecht
- Directeur du management : Marc A. Ullrich
- Programmation sur Amiga : Holger Schmidt
- Musique et effets sonores : Chris Hülsbeck
- Programmation, effets sonores sur Commodore 64: Manfred Trenz
- Musique sur C64 : Markus Siebold
- Adaptation graphisme sur Atari ST : Sven Meier
- Adapt. programmation sur ST : Thomas Engel
- Adapt. musique et effets sonores sur ST : Jochen Hippel

L'illustration de la jaquette du jeu a été réalisé par l'artiste turque Celal Kandemiroglu.